# 入船亭扇遊
入船亭 扇遊（いりふねてい せんゆう、1953年7月5日 - ）は静岡県熱海市出身の落語家。本名∶岩田 茂。落語協会理事。出囃子は『道成寺（合の手）』。

## 経歴
静岡県立伊東高等学校卒業。
1972年11月に九代目入船亭扇橋に入門、前座名入船亭扇ぽう。
1977年3月に橘家六蔵、桂文太、林家時蔵と共に二ツ目昇進し、入船亭扇好に改名。1978年から古今亭朝太と「朝太・扇好の会」を始める。志ん輔・扇遊の会を合わせ、30年におよぶ二人会である。永六輔が元浅草・最尊寺で開いている永住亭も、第1回以来この二人がレギュラーだった時期が長い。1983年にNHK新人落語コンクールの優秀賞を受賞。
1985年9月に古今亭志ん輔、四代目桂三木助、林家らぶ平、柳家三寿、林家かん平、七代目桂才賀、林家時蔵、柳家小ゑん、春風亭正朝と共に真打昇進し、扇遊と改名。1992年に文化庁芸術祭賞を受賞。
2018年、芸術選奨文部科学大臣賞を受賞。2019年に紫綬褒章を受章。

## 芸歴
- 1972年11月 - 九代目入船亭扇橋に入門、前座名「扇ぽう」。
- 1977年3月 - 二ツ目昇進、「扇好」と改名。
- 1985年9月 - 真打昇進、「扇遊」と改名。

## 役職
- 2010年 - 落語協会理事
- 2020年 - 落語協会常任理事

## 演目
- 青菜
- 一分茶番
- お見立て
- 鰍沢
- 火事息子
- 片棒
- 口入屋
- 蜘蛛駕籠
- 五人廻し
- 芝浜
- 心眼
- 崇徳院
- 試し酒
- 付き馬
- 突き落とし
- 佃祭
- 天狗裁き
- 唐茄子屋政談
- 富久
- ねずみ
- 寝床
- 野ざらし
- 花見の仇討
- 百年目
- 不動坊
- 船徳
- 文違い
- 棒鱈
- 怪談牡丹燈籠
- 木乃伊取り
- 三井の大黒
- 妾馬
- 夢の酒

## 受賞・受章歴
- 1983年
  - 『NHK新人落語コンクール』∶優秀賞
  - 『国立演芸場若手花形演芸会』∶金賞
- 1985年 - 『日刊飛切落語会』∶奨励賞
- 1992年 - 「入船亭扇遊独演会」に対して『文部省芸術祭賞』
- 2018年3月 - 平成29年度（第68回）芸術選奨（大衆芸能部門）∶文部科学大臣賞
- 2019年 - 紫綬褒章

## 弟子

### 真打
- 四代目入船亭扇蔵

### 二ツ目
- 入船亭遊京
- 入船亭扇太
- 入船亭扇七

## 名前について
他にも扇遊の名を名乗っている落語家が3、4人いるが、立川、船遊亭、立花家など亭号はさまざまなものが使われている。色物で活躍した立花家扇遊が有名。

## 主な出演

### 映画
- ねぼけ（2016年12月17日）[4]

### テレビ
- 土曜＋１ zabu-1グランプリ（副音声）（2020年1月11日・18日、2021年1月30日、2022年1月29日、BSフジ）
- 御法度落語 おなじはなし寄席 2時間スペシャル(2021年6月5日、BS朝日)「お菊の皿」
- 日本100年遺産〜未来へ贈る老舗物語 「笑いの灯を守り続けて 東京・上野」（NHKBSP4K・BS、2025年3月）

### ラジオ
- 小痴楽の楽屋ぞめき（2025年4月13日、NHK第1）

### ウェブテレビ
- ABEMA寄席（2020年5月2日、ABEMA）[5]